# Goniastrea australensis
Goniastrea australensis is een rifkoralensoort uit de familie van de Merulinidae. De wetenschappelijke naam van de soort is voor het eerst geldig gepubliceerd in 1857 door Milne Edwards & Haime.